# Murlo
Murlo là một đô thị ở tỉnh Siena trong vùng Toscana, có cự ly khoảng 70 km về phía nam của Florence và khoảng 20 km về phía nam của Siena. Tại thời điểm ngày 31 tháng 12 năm 2004, đô thị này có dân số 2.116 người và diện tích là 115 km².
Đô thị Murlo có các frazioni (các đơn vị trực thuộc, chủ yếu là các làng) Casciano, Vescovado, Bagnaia, Befa, Casanova, Fontazzi, Lupompesi, Miniera di Murlo, Montepescini, Poggiobrucoli, và Poggiolodoli.
Murlo giáp các đô thị: Buonconvento, Civitella Paganico, Montalcino, Monteroni d'Arbia, Monticiano, Sovicille.
Đồi Poggio Civitate đã là một khu định cư cổ và hiện nay là một địa điểm khảo cổ.